# Carlton (Alabama)
Carlton ist ein gemeindefreies Gebiet im Clarke County im Bundesstaat Alabama in den Vereinigten Staaten. Das U.S. Census Bureau hat bei der Volkszählung 2020 eine Einwohnerzahl von 46 ermittelt.

## Geographie
Carlton liegt im Südwesten Alabamas im Süden der Vereinigten Staaten, etwa 44 Kilometer nordwestlich der Grenze zu Florida und 56 Kilometer östlich der Grenze zu Mississippi. Es befindet sich etwa 4 Kilometer östlich des Tombigbee River und 5 Kilometer westlich des Alabama River, die im Süden als Mobile River in den Mobile Bay und den Golf von Mexiko münden.
Nahegelegene Orte sind unter anderem Jackson (17 km nördlich), McIntosh (18 km südwestlich) und Wagarville (19 km nordwestlich). Die nächste größere Stadt ist mit 195.000 Einwohnern das etwa 65 Kilometer südlich entfernt gelegene Mobile.

## Geschichte
Der Ort war ursprünglich bekannt als Hal's Lake und wurde nach einem Staubecken benannt. 1892 wurde ein Postamt eröffnet. 1902 erhielt der Ort in Ehrung einer lokal ansässigen Familie seinen heutigen Namen.
In Carlton sind die Isaac Nettles Gravestones als Kunstobjekte im National Register of Historic Places (NRHP) eingetragen (Stand 9. Juli 2019).

## Verkehr
17 Kilometer westlich verläuft der U.S. Highway 43.
14 Kilometer nördlich befindet sich der Jackson Municipal Airport.